# Spilosoma canescens
Spilosoma canescens (Butler, 1875) è un lepidottero appartenente alla famiglia Erebidae, sottofamiglia Arctiinae, endemico dell'Australia.

## Descrizione

### Larva
Le larve di questa specie si nutrono a spese di diverse piante tra cui Bidens pilosa, Helianthus annuus, Taraxacum officinale, Alcea rosea, Rosa odorata e Plantago spp..